# Tiómnoie
Tiómnoie (en rus: Тёмное) és un poble de l'óblast de Tula, a Rússia, segons el cens del 2010 tenia vuit habitants.